# 缅甸颈槽蛇
缅甸颈槽蛇（学名：Rhabdophis leonardi）为游蛇科颈槽蛇属的爬行动物，俗名缅甸游蛇。分布于缅甸以及中国大陆的云南、西藏、四川等地，一般栖息于中山带农耕区附近的草丛中。其生存的海拔范围为1250至2850米。该物种的模式产地在上缅甸。

## 保护
本种于2023年被收录入《有重要生态、科学、社会价值的陆生野生动物名录》。